# وادي الزرقاء (وادي)
وادي الزرقاء وادٍ تونسي يقع بولاية باجة، وهو يصب في وادي مجردة على مستوى سد سيدي سالم.

### مواضيع ذات علاقة
- وادي مجردة.